# جنيوسنس
جنو‌سنس توزيعة من نظام التشغيل جنو\لينكس تتضمن حصرا برمجيات حرة، مبنية على أوبونتو، وهي تسعى للحفاظ على يسر الاستخدام إلا أن جميع الأكواد الثنائية والبرمجية غير الحرة أزيلت منها.
لفظ اسم التوزيعة گنوسِنْس دمج صوتي وتلاعب على لفظ كلمة جنو، اسم الرخصة ومشروع البرمجيات الحرة، والكلمة الإنجليزية «نو» new التي تعني «جديد»
تتيع جنوسنس منهجا صارما فيما يتعلق باستبعاد البرمجيات غير الحرة، فمثلا كل الوثائق التي تحوي إرشادات لتنصيب برمجيات غير حرة قد أزيلت من التوزيعة. أطلق مشروع التوزيعة بريان برازيل وبول أومَلي في 2006، وفي أمتبور 2006 بعد إصدارتها 0.85 تلقت عونا من منظمة البرمجيات الحرة FSF.

## أوجه المحدودية
لإنشاء جنوسنس أزيلت من نواة لينكس المستخدمة في أوبونتو التي تعتمد عليها هذه التوزيعة أكثر من مئة برمجية ثابتة، بعضها يتعلق بتشغيل بطاقات الإثرنت اللاسلكية لذا كان دعم جنوسنس لموائمات الشبكات اللاسلكية أقل من توزيعات جنو\لينكس الأخرى.

## جوانب تقنية
تستخدم توزيعة جنوسنس افتراضياَ بيئة سطح المكتب جنوم وهي المعتمدة من قبل مشروع جنو، كما تتوافر لها كدي.
يمكن باستخدام المُنَصِّب أُبِكْوِتِي تنصيب التوزيعة على القرص الصلب من القرص الحي بلا حاجة لإعادة تشغيل الحاسوب قبل التنصيب.
إلى جانب أدوات النظام القياسية والتطبيقات الصغيرة تأتي جنوسنس منصباً عليها الحزمات البرمجية التالية: الحزمة المكتبية أوبن‌أوفيس ومتصفح الإنترنت إبفني، وعميل التراسل الفوري بدجن وبرمجية تحرير الصور جيمب، كما تود أدوات تطوير البرمجيات الشائعة مثل GCC ومحرر النصوص إماكس.

## التنصيب
مثل أوبونتو التي بنيت عليها يمكن استخدام توزيعة جنوسنس من القرص الحي مباشرة اكما يمكن تنصيبها على الحاسوب. صور القرص المدمج الحي متاحة للتنزيل من موقع المشروع.

## مقارنة بالتوزيعات الأخرى
مستودعات البرمجيات غير الحرة ليست متضمنة في مشروع جنوسنس، كما أزيلت منها الأعمال النية والوثائق غير المنشورة برخص حرة، كما يُفعَّلُ فيها مستودع حزم أوبونتو المعنون "universe" بدئيا.
و لأجل تلافي مشكلات العلامات التجارية الناجمة عن تعديل ماركة فيرفكس فقد أعيد تقديمه باسم تجاري مختلف هو BurningDog برننغ دوغ أي «الكلب الملتهب»، كما عُدِّل بحيث لا يقترح على المستخدم تنصيب أي ملحقات غير حر لمعالجة الوسائط، مثل ملحقة فلاش التي تنتجها أدوبي، التي يمكن استخدام البديل الحر لها جناش.
و عند مقارنته بتوزيعة جنو/لينكس أخرى هي دبيان المعروفة بصرامتها فيما يتعلق بتراخيص البرمجيات فإن جنوسنس تستبعد برمجيات تتضمنها دبيان (مثل البرمجيات الثابتة غير الحرة) كما أن جنوسنس لا تُضمِّن مستودعات برمجيات غير حرة بينما تتضمن دبيان بعضها. إلا أنه تنبغي ملاحظة أن سياسة جنوسنس تسمح بتضمين وثائق لا تعدها دبيان حرةً، وتحديدا تلك المنشورة برخصة جنو للوثائق الحرة التي تتضمن أقسام جامدة، وهو ما ينطبق على كثير من الوثائق المنشورة في مشروع جنو ذاته، التي تتضمن بيانا مطولا بدعو إلى البرمجيات الحرة في قسم جامد.
توجد توزيعة أخرى هي سوبرأوإس SuperOS مبنية على أوبونتو تهدف إلى أكبر قدر من التيسير وتضمين كل ما يمكن أن يحتاجه المستخدم بما في ذلك برمجيات غير حرة.

## وصلات خارجية
- موقع التوزيعة الرسمي نسخة محفوظة 28 فبراير 2012 على موقع واي باك مشين..
- قناة التوزيعة في شبكة آي آر سي فرينود.